# Reola
Reola falu Észtország Tartu megyéjében, közigazgatásilag Kambja községhez tartozik. Tartutól délre kb. 4 km-re fekszik. Lakossága 2020-ban 201 fő volt.
A település a 2017-es közigazgatási reformig az akkor megszüntetett Ülenurme községhez tartozott.
A faluban lovagi uradalom működött. A Reola uradalomról (német nevén Rewold) már 1522-ből vanna feljegyzések. Akkor a von Stackelberg család tulajdonában volt. Ennek kertében jött létre az első iskola 1766-ban. Az uradalom a 20. század elején Friedrich Hübbe tulajdonában volt, majd 1919-ben a független Észtország megalakulása után államosították, majd észt telepesek birtokába adták, akik az uradalmi kastély egy részét 1926-ban lebontották és építőanyagként értékesítették, az épület maradékát pedig a következő években fokozatosan elbontották.
1927-ben új iskolát építettek. Később az iskolát a faluból Ülenurmére költöztették.
A falu a Tallinn–Tartu–Võru–Lahamaa közötti 2. sz. főút két oldalán helyezkedik el (a falu nagyobb része a főúttól nyugatra található). A települést érinti a Tartu–Pszkov-vasútvonal is. A vasútvonalon a legközelebbi vasútállomás Tõõraste faluban található. (A vasútvonalon a tartui vasútállomás 13,4 km-re, az észt–orosz határ 118,4 km-re van.) A falutól északnyugatre terül el a Tartui repülőtér. Ott található az Észt Repülési Akadémia is. A faluban a tartui A. Le Coq sörgyárnak is működik egy üzemegysége.
A falutól keletre elterülő Ardla-tavat botanikai és ornitológiai rezervátum veszi körül, amelynek egy része Reola területére esik.